# Gewichtheber-Bundesliga 2009/10
Die 1. Bundesliga 2009/10 im Gewichtheben war die 47. Saison in der Geschichte der Gewichtheber-Bundesliga. 15 Mannschaften aufgeteilt auf drei Staffeln traten gegeneinander an. Der Chemnitzer AC konnte seinen Mannschaftsmeistertitel aus dem Vorjahr verteidigen.

## Vorrunde

### Staffel Süd
| Pl. | Verein               |                 | Max   | Punkte |
| --- | -------------------- | --------------- | ----- | ------ |
| 1.  | Chemnitzer AC        | 6432.0 : 4825.4 | 885.0 | 16:0   |
| 2.  | TB 03 Roding         | 5385.8 : 5185.5 | 744.6 | 10:6   |
| 3.  | SG Fortschritt Eibau | 5160.4 : 4866.0 | 699.8 | 10:6   |
| 4.  | AC Meißen            | 4590.6 : 5023.4 | 610.4 | 04:12  |
| 5.  | AC Suhl              | 3630.7 : 5299.2 | 537.0 | 00:16  |

### Staffel Mitte
| Pl. | Verein                |                 | Max   | Punkte |
| --- | --------------------- | --------------- | ----- | ------ |
| 1.  | SV Germania Obrigheim | 6212.7 : 5592.9 | 854.5 | 14:2   |
| 2.  | AV Speyer 03          | 6065.3 : 5391.3 | 808.2 | 14:2   |
| 3.  | KSV Durlach           | 5661.9 : 5556.4 | 760.0 | 06:10  |
| 4.  | AC Germania St. Ilgen | 5280.5 : 5817.7 | 794.7 | 04:12  |
| 5.  | TSV Heinsheim         | 4804.7 : 5666.8 | 674.4 | 02:14  |

### Staffel Nord
| Pl. | Verein                   |                 | Max   | Punkte |
| --- | ------------------------ | --------------- | ----- | ------ |
| 1.  | AC Airport Neuhardenberg | 6180.3 : 5070.7 | 835.0 | 14:2   |
| 2.  | Berliner TSC             | 5937.6 : 5356.5 | 837.6 | 14:2   |
| 3.  | SSV Samswegen            | 5400.6 : 5385.4 | 728.8 | 08:8   |
| 4.  | TSV Blau-Weiß Schwedt    | 4980.7 : 5463.3 | 671.0 | 04:12  |
| 5.  | SV Empor Berlin          | 4361.9 : 5585.2 | 574.2 | 00:16  |

## Finale
Das Finale fand am 1. Mai 2010 in Neuhardenberg statt. Teilnehmer waren die drei Staffelsieger Neuhardenberg, Chemnitz und Obrigheim. Vor rund 1200 Zuschauern wurde der Chemnitzer AC mit 910,0 Punkten deutscher Meister. Auf den Plätzen folgten der SV Germania Obrigheim (838,0 Punkte) und der AC Aiport Neuhardenberg (751,5 Punkte).

## Bestenliste
- Männer:

1. Matthias Steiner (Chemnitzer AC), 190,0 Punkte
2. Almir Velagic (SV Germania Obrigheim), 180,0 Punkte
3. Jürgen Spieß (AC Germania St. Ilgen), 178,7 Punkte

- Frauen:

1. Julia Rohde (KG Görlitz-Zittau), 145,0 Punkte
2. Sabine Kusterer (KSV Durlach), 140,0 Punkte
3. Kathleen Schöppe (Chemnitzer AC), 135,0 Punkte